# Martin Walser
Martin Walser (Wasserburg am Bodensee, 1927. március 24. – Überlingen, 2023. július 28.) német dráma- és regényíró.

## Életpályája
Bajorországban született; szülei fogadósok voltak. Gyermekkori környezetét dolgozta fel a Szökőkút (Ein springender Brunnen) című regényében. 1938-tól 1943-ig Lindauba járt középiskolába, és egy légelhárító osztagnál szolgált. A második világháború végét a Wehrmacht katonájaként élte meg. Folytatta tanulmányait, 1946-ban érettségizett le. Később irodalmat, történelmet és filozófiát hallgatott Regensburgban és Tübingenben. Franz Kaffkáról írt disszertációjával doktorált 1951-ben.
Egyetemi tanulmányai során Walser tudósítóként dolgozott és hangjátékokat kezdett írni. 1950-ben vette feleségül Katharina „Käthe” Neuner-Jehlét. Négy lányuk van.
1953-tól kezdve rendszeres vendége volt a Gruppe 47 üléseinek. Első regénye, az Ehen in Philippsburg 1957-ben jelent meg, és rögtön nagy sikert aratott. Ettől kezdve szabadfoglalkozású íróként dolgozott, előbb Friedrichshafenben, majd Nußdorfban, ahol ma is él.
A hatvanas években sok értelmiségihez hasonlóan ő is támogatta Willy Brandt kancellárrá választását. A hetvenes években a vietnámi háború ellen szólalt fel, majd rövid ideig a Német Kommunista Párt (DKP) szimpatizánsaként tartották számon, ám párttag sosem volt. A nyolcvanas években egyre gyakrabban beszélt a német újraegyesítséről, amiről nem szeretett volna lemondani. Így annak bekövetkezésekor sokan prófétaként tekintettek rá.
2004-ben, a kiadóvezető Siegfried Unseld halálát követően elhagyta régi kiadóját, a frankfurti Suhrkamp Verlagot és átment a Rowohlt Verlaghoz.

## Díjai
- Büchner-díj, 1981

## Fontosabb művei
- Ein Flugzeug über dem Haus (1955)
- Ehen in Philippsburg (1957)
- Halbzeit (1960)
- Der Abstecher (1961)
- Tölgy és angóra (Eiche und Angora, 1962)
- Das Einhorn (1966)
- Heimatkunde (1968)
- Der Sturz (1973)
- Túl a szerelmen (Jenseits der Liebe, 1976)
- Menekülő ló (Ein fliehendes Pferd, 1978)
- Lélekedzés (Seelenarbeit, 1979)
- A hattyús ház (Das Schwanenhaus, 1980)
- Levél Lord Liszthez (Brief an Lord Liszt, 1982)
- Hullámverés (Brandung, 1985)
- Dorle und Wolf (1987)
- Die Verteidigung der Kindheit (1991)
- Szökőkút (Ein springender Brunnen, 1998)
- Der Lebenslauf der Liebe (2000)
- Egy kritikus halála (Tod eines Kritikers, 2002)
- Der Augenblick der Liebe (2004)
- Angstblüte (2006)
- Ohne einander (2007)

### Magyarul megjelent művei
- Tölgyek és nyulak. Német krónika; ford. Zsigó Károly; Színháztudományi Intézet, Bp., 1964 (Világszínház)
- Menekülő ló; ford. Bor Ambrus; Magvető, Bp., 1979 (Rakéta Regénytár)
- Túl a szerelmen. Regény; ford. Gergely Erzsébet, utószó Bor Ambrus; Európa, Bp., 1979 (Modern könyvtár)
- Lélekedzés; ford. Bor Ambrus; Magvető, Bp., 1982 (Világkönyvtár)
- A hattyús ház; ford. Bor Ambrus; Magvető, Bp., 1985 (Világkönyvtár)
- Hullámverés; ford. Bor Ambrus; Magvető, Bp., 1987 (Világkönyvtár)
- Levél Lord Liszthez; ford. Györffy Miklós; Európa, Bp., 1987 (Modern könyvtár)
- Egy kritikus halála; ford. Devich Klára; Európa, Bp., 2003
- Szökőkút; ford. Györffy Miklós, versfor. N. Kiss Zsuzsa; Európa, Bp., 2004
- Egy szerelmes férfi; ford. Lendvay Katalin; Európa, Bp., 2010
- Kényszervirágzás; ford. Nádori Lídia; Typotex, Bp., 2017 (Typotex világirodalom)